# Marele Premiu al Statelor Unite din 2019
Marele Premiu al Statelor Unite din 2019 (cunoscut oficial ca Formula 1 Emirates United States Grand Prix 2019) a fost o cursă auto de Formula 1 ce s-a desfășurat pe 3 noiembrie 2019 pe Circuitul Americilor din Austin, Statele Unite. Cursa a fost cea de-a nouăsprezecea etapă a Campionatului Mondial de Formula 1 din 2019, fiind pentru a patruzeci și una oară când s-a desfășurat o etapă de Formula 1 în Mexic. Valtteri Bottas a ieșit câștigătorul cursei.
Terminând pe locul 2, Lewis Hamilton și-a adjudecat titlul din acest sezon, cel de-al șaselea din carieră.

## Pneuri

### Pneurile programate de Pirelli pentru cursă
| Numele compusului | Culoare | Culoare | Condițiile meteo | Aderență | Durabilitate |
| ----------------- | ------- | ------- | ---------------- | -------- | ------------ |
| Dur C2            | H       |         | Uscat            | Mică     | Mare         |
| Mediu C3          | M       |         | Uscat            | Medie    | Medie        |
| Moale C4          | S       |         | Uscat            | Mare     | Mică         |
| Intermediar       | I       |         | Ploaie ușoară    |          |              |
| Ploaie            | W       |         | Ploaie           |          |              |

### Cele mai folosite pneuri
| Numele compusului | Culoare | Culoare | Numărul de tururi              | Condițiile meteo |
| ----------------- | ------- | ------- | ------------------------------ | ---------------- |
| Dur C2            | H       |         | 37 (Sainz Jr.)                 | Uscat            |
| Moale C4          | S       |         | 26 (Stroll)                    | Uscat            |
| Mediu C3          | M       |         | 24 (Grosjean, Hamilton, Pérez) | Uscat            |

## Calificări
Calificările au avut loc pe 2 noiembrie 2019, începând cu ora locală 16:00 (CDT), ora 23:00 EET.
| Poz.                  | Nr. | Pilot              | Constructor               | Timpi calificări | Timpi calificări | Timpi calificări | Grila finală |
| Poz.                  | Nr. | Pilot              | Constructor               | Q1               | Q2               | Q3               | Grila finală |
| --------------------- | --- | ------------------ | ------------------------- | ---------------- | ---------------- | ---------------- | ------------ |
| 1                     | 77  | Valtteri Bottas    | Mercedes                  | 1:33,750         | 1:33,160         | 1:32,029         | 1            |
| 2                     | 5   | Sebastian Vettel   | Ferrari                   | 1:33,766         | 1:32,782         | 1:32,041         | 2            |
| 3                     | 33  | Max Verstappen     | Red Bull Racing-Honda     | 1:33,549         | 1:33,120         | 1:32,096         | 3            |
| 4                     | 16  | Charles Leclerc    | Ferrari                   | 1:33,988         | 1:32,760         | 1:32,137         | 4            |
| 5                     | 44  | Lewis Hamilton     | Mercedes                  | 1:33,454         | 1:33,045         | 1:32,321         | 5            |
| 6                     | 23  | Alexander Albon    | Red Bull Racing-Honda     | 1:33,984         | 1:32,898         | 1:32,548         | 6            |
| 7                     | 55  | Carlos Sainz Jr.   | McLaren-Renault           | 1:33,916         | 1:33,422         | 1:32,847         | 7            |
| 8                     | 4   | Lando Norris       | McLaren-Renault           | 1:33,353         | 1:33,316         | 1:33,175         | 8            |
| 9                     | 27  | Daniel Ricciardo   | Renault                   | 1:33,835         | 1:33,608         | 1:33,488         | 9            |
| 10                    | 10  | Pierre Gasly       | Scuderia Toro Rosso-Honda | 1:33,556         | 1:33,715         | 1:33,601         | 10           |
| 11                    | 27  | Nico Hülkenberg    | Renault                   | 1:34,092         | 1:33,815         | N/A              | 11           |
| 12                    | 20  | Kevin Magnussen    | Haas-Ferrari              | 1:33,812         | 1:33,979         | N/A              | 12           |
| 13                    | 26  | Daniil Kveat       | Scuderia Toro Rosso-Honda | 1:34,138         | 1:33,989         | N/A              | 13           |
| 14                    | 18  | Lance Stroll       | Racing Point-BWT Mercedes | 1:33,921         | 1:34,100         | N/A              | 14           |
| 15                    | 8   | Romain Grosjean    | Haas-Ferrari              | 1:34,161         | 1:34,158         | N/A              | 15           |
| 16                    | 99  | Antonio Giovinazzi | Alfa Romeo Racing-Ferrari | 1:34,226         | N/A              | N/A              | 16           |
| 17                    | 7   | Kimi Räikkönen     | Alfa Romeo Racing-Ferrari | 1:34,369         | N/A              | N/A              | 17           |
| 18                    | 63  | George Russell     | Williams-Mercedes         | 1:35,372         | N/A              | N/A              | 18           |
| 19                    | 11  | Sergio Pérez       | Racing Point-BWT Mercedes | 1:35,808         | N/A              | N/A              | PL           |
| 20                    | 88  | Robert Kubica      | Williams-Mercedes         | 1:35,889         | N/A              | N/A              | 19           |
| Regula 107%: 1:39,887 |     |                    |                           |                  |                  |                  |              |
| Sursa:                |     |                    |                           |                  |                  |                  |              |

Note

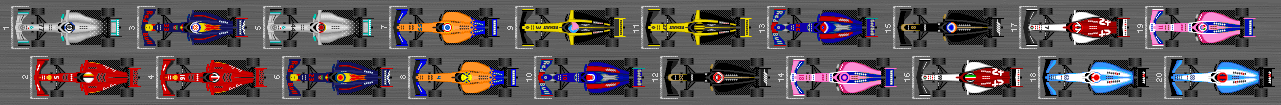
Grila de start.

- ^1 – Sergio Pérez a trebuit să înceapă cursa de la linia boxelor pentru ignorarea unui apel pe podul de cântărire în timpul antrenamentelor.

## Cursa
Cursa a avut loc pe 3 noiembrie 2019, începând cu ora locală 13:00 (CST), ora 21:00 EET, și a durat 56 de tururi.
| Poz.                                            | Nr. | Pilot              | Constructor               | Tururi | Timp/Retras | Puncte |
| ----------------------------------------------- | --- | ------------------ | ------------------------- | ------ | ----------- | ------ |
| 1                                               | 77  | Valtteri Bottas    | Mercedes                  | 56     | 1:33:55,653 | 25     |
| 2                                               | 44  | Lewis Hamilton     | Mercedes                  | 56     | +4,148s     | 18     |
| 3                                               | 33  | Max Verstappen     | Red Bull Racing-Honda     | 56     | +5,002s     | 15     |
| 4                                               | 16  | Charles Leclerc    | Ferrari                   | 56     | +52,239s    | 12+1   |
| 5                                               | 23  | Alexander Albon    | Red Bull Racing-Honda     | 56     | +78,038s    | 10     |
| 6                                               | 3   | Daniel Ricciardo   | Renault                   | 56     | +90,366s    | 8      |
| 7                                               | 4   | Lando Norris       | McLaren-Renault           | 56     | +90,764s    | 6      |
| 8                                               | 55  | Carlos Sainz Jr.   | McLaren-Renault           | 55     | +1 tur      | 4      |
| 9                                               | 27  | Nico Hülkenberg    | Renault                   | 55     | +1 tur      | 2      |
| 10                                              | 11  | Sergio Pérez       | Racing Point-BWT Mercedes | 55     | +1 tur      | 1      |
| 11                                              | 7   | Kimi Räikkönen     | Alfa Romeo Racing-Ferrari | 55     | +1 tur      |        |
| 12                                              | 26  | Daniil Kveat       | Scuderia Toro Rosso-Honda | 55     | +1 tur      |        |
| 13                                              | 18  | Lance Stroll       | Racing Point-BWT Mercedes | 55     | +1 tur      |        |
| 14                                              | 99  | Antonio Giovinazzi | Alfa Romeo Racing-Ferrari | 55     | +1 tur      |        |
| 15                                              | 8   | Romain Grosjean    | Haas-Ferrari              | 55     | +1 tur      |        |
| 16                                              | 10  | Pierre Gasly       | Scuderia Toro Rosso-Honda | 54     | Suspensie   |        |
| 17                                              | 63  | George Russell     | Williams-Mercedes         | 54     | +2 tururi   |        |
| 18                                              | 20  | Kevin Magnussen    | Haas-Ferrari              | 52     | Accident    |        |
| Ab                                              | 88  | Robert Kubica      | Williams-Mercedes         | 31     | Abandon     |        |
| Ab                                              | 5   | Sebastian Vettel   | Ferrari                   | 7      | Abandon     |        |
| Charles Leclerc (Ferrari) – 1:36,169 (turul 44) |     |                    |                           |        |             |        |
| Sursa:                                          |     |                    |                           |        |             |        |

| Loc    | 1  | 2  | 3  | 4  | 5  | 6 | 7 | 8 | 9 | 10 | CMRT |
| Puncte | 25 | 18 | 15 | 12 | 10 | 8 | 6 | 4 | 2 | 1  | 1    |

Note

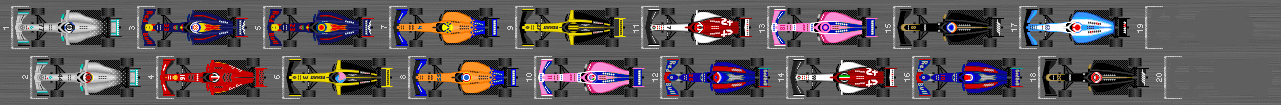
Clasamentul final.

- ^2 – Daniil Kveat a primit o penalizare de 5 secunde după terminarea cursei pentru cauzarea unei coliziuni.
- ^3 – Pierre Gasly și Kevin Magnussen au fost clasați întrucât au parcurs mai mult de 90% din distanța cursei.

## Clasamentele campionatelor după cursă
|  | Poz. | Pilot            | Puncte |
|  | ---- | ---------------- | ------ |
|  | 1    | Lewis Hamilton   | 381    |
|  | 2    | Valtteri Bottas  | 314    |
|  | 3    | Charles Leclerc  | 249    |
|  | 4    | Max Verstappen   | 235    |
|  | 5    | Sebastian Vettel | 230    |

|  | Poz. | Constructor           | Puncte |
|  | ---- | --------------------- | ------ |
|  | 1    | Mercedes              | 695    |
|  | 2    | Ferrari               | 479    |
|  | 3    | Red Bull Racing-Honda | 366    |
|  | 4    | McLaren-Renault       | 121    |
|  | 5    | Renault               | 83     |

- Notă: În ambele clasamente sunt prezentate doar primele cinci locuri.